# El Gordo
El Gordo è un comune spagnolo di 261 abitanti situato nella comunità autonoma dell'Estremadura.